# Plinthocoelium xanthogastrum
Plinthocoelium xanthogastrum es una especie de escarabajo longicornio del género Plinthocoelium, tribu Callichromatini, orden Coleoptera. Fue descrita científicamente por Bates en 1880.
El período de vuelo ocurre durante los meses de mayo, junio, septiembre y octubre.

## Descripción
Mide 27,6 milímetros de longitud.

## Distribución
Se distribuye por Costa Rica y Nicaragua.